# Hans Kirchhoff (Politiker)
Hans Kirchhoff (* 25. Juni 1913 in Bochum; † 25. November 1994) war ein deutscher Politiker (Zentrum). Er war von 1952 bis 1954 Mitglied des Landtags von Nordrhein-Westfalen.

## Leben
Hans Kirchhoff besuchte zunächst die Volksschule, später eine kaufmännische Schule und die Verwaltungsakademie in Bochum. Nach seiner Verwaltungslehre wurde er Verwaltungsangestellter. Kirchhoff war Oberinspektor der Ruhrknappschaft.
Kirchhoff war schon von 1931 bis 1933 Mitglied der Zentrumspartei, im Jahr 1946 trat er erneut in die sich nach dem Krieg wiedergründende Partei ein und wurde Partei-Kreisvorsitzender in Bochum. Im Jahr 1947 wurde Kirchhoff Gewerkschaftsmitglied, später trat er in die Gewerkschaft Öffentliche Dienste, Transport und Verkehr (ÖTV) ein. 1948 wurde er Mitglied des Betriebsrats der Ruhrknappschaft in Bochum. Kirchhoff rückte am 3. Januar 1952, während der zweiten Wahlperiode, in den nordrhein-westfälischen Landtag nach. Er war Abgeordneter bis zum Ende der Legislaturperiode am 4. Juli 1954.
Im Oktober 1954 wurde Kirchhoff Polizeidirektor in Duisburg. Von 1954 bis 1962 war er Leiter der nordrhein-westfälischen Wasserschutzpolizeidirektion. Danach von 1962 bis zu seiner Pensionierung 1978 war er Polizeipräsident von Essen.